# Charles Mallet (homme politique)
Pour les articles homonymes, voir Charles Mallet et Mallet.
Sir Charles Edward Mallet (2 décembre 1862 - 21 novembre 1947), est un historien britannique et homme politique libéral. Il est fait chevalier en 1917. 

## Biographie
Il est le fils unique de Charles Mallet, fonctionnaire. Il fait ses études au Balliol College d'Oxford et est admis au Middle Temple le 21 mai 1886. Il est admis au barreau le 3 juillet 1889 . 
Il s'est présenté pour la première fois au Parlement lors de l'élection générale de 1900, comme candidat libéral au siège conservateur de Salford West . Il est élu député pour Plymouth en 1906. 
En 1908, il est nommé secrétaire parlementaire privé de Walter Runciman, qui est président du Board of Education. En février 1910, Asquith le considérait comme un éventuel whip en chef, mais il fut dissuadé par le whip en chef sortant Jack Pease qui se sentait en désaccord avec de nombreux libéraux de premier plan au sujet des Lords . 
En mars 1910, le Premier ministre Herbert Henry Asquith le nomme Secrétaire financier au ministère de la Guerre, poste qu'il occupe jusqu'à sa défaite aux élections générales de décembre de la même année.  Il se présente à l'élection partielle de Salford North 1917 en tant que candidat libéral de coalition mais est battu par un candidat travailliste indépendant . Il ne s'est pas présenté aux élections générales de 1918. Il est secrétaire honoraire du l'union du libre-échange . 
Il est devenu un partisan du parti libéral officiel qui s'opposait au gouvernement de coalition. Il cherche à revenir au parlement en tant que candidat libéral pour Aberdeen South, en 1922, sans succès. 
Il a publié deux ouvrages sur les politiciens libéraux; M. Lloyd George, a Study (1930) et Herbert Gladstone, a Memoir (1932) . 
Son livre sur Lloyd George est entièrement consacré aux lacunes du chef libéral . 